# مار مرجانی آریزونا
مار مرجانی آریزونا، مار مرجانی سونوران یا مار مرجانی غربی (نام علمی: Micruroides euryxanthus) نام یک گونه از خانواده کفچه‌ماران است.